# Pfarrkirche St. Pankraz (Boswil)

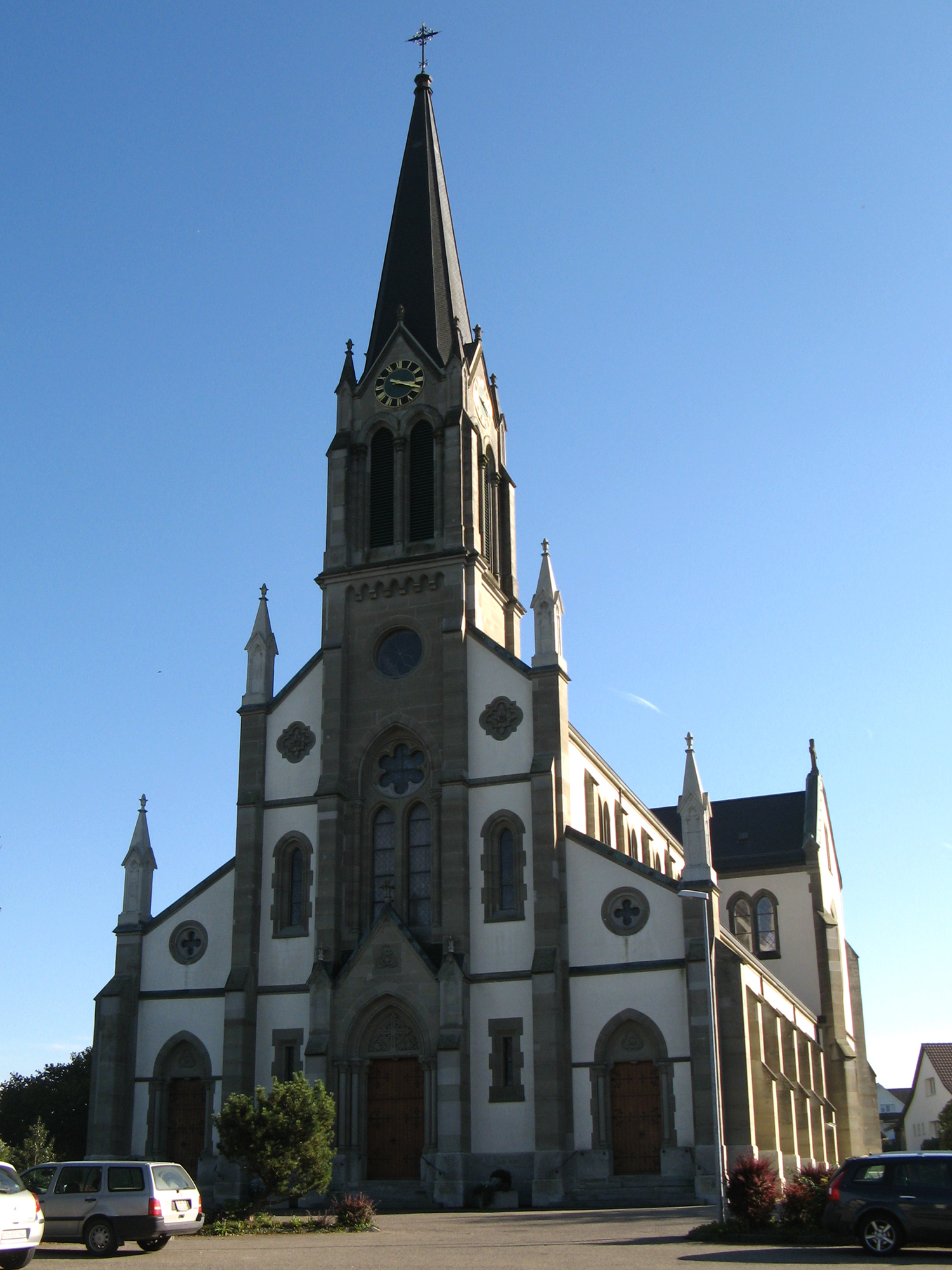
Pfarrkirche St. Pankraz

Die Pfarrkirche St. Pankraz ist die römisch-katholische Pfarrkirche von Boswil im Kanton Aargau. Das französisch geprägte, neugotische Bauwerk entstand Ende des 19. Jahrhunderts. Es ersetzte die aus dem Mittelalter stammende Alte Kirche und ist ein Kulturgut von nationaler Bedeutung.

## Geschichte
Nachdem das Nachbardorf Bünzen eine neue Kirche erhalten hatte, beschloss 1867 auch die Kirchgemeinde Boswil einen Neubau, da sie die bestehende, bis ins 11. Jahrhundert zurückreichende Kirche mittlerweile als zu klein empfand. Die Baukommission erteilte dem Architekten Robert Moser den Zuschlag zum Bau einer Kirche im neuromanischen Stil. Der Kanton Aargau, der damalige Kollator, verweigerte jedoch nach einem negativ ausgefallenen Expertenbericht eine Beteiligung an den Kosten und das Projekt scheiterte.

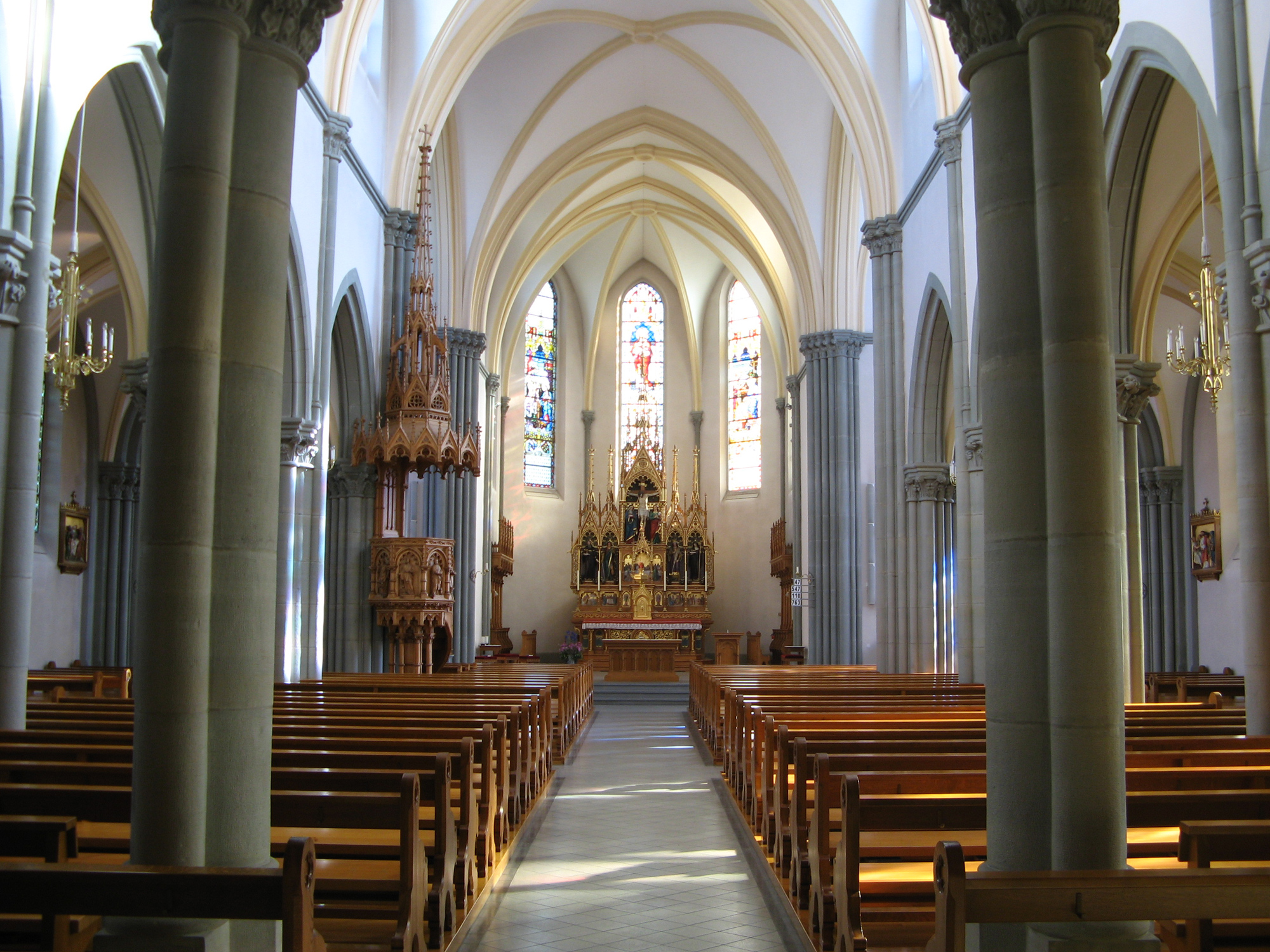
Innenansicht

Ein zweites Projekt im Jahr 1880 scheiterte ebenfalls, da der beteiligte Architekt L. J. Sutter-Meyer verstarb. Daraufhin bot der in Mülhausen tätige Solothurner Architekt Wilhelm Josef Tugginer seine Dienste an. Der Kanton stellte sich erneut gegen den Bau der Kirche, verlor dann aber den von der Kirchgemeinde Boswil-Kallern angestrengten Gerichtsprozess. 1886 überarbeitete Tugginer sein Projekt. Die Bauarbeiten, die unter der Leitung von Alexander Rudloff aus Colmar standen, begannen 1888. Am 12. Oktober 1890 fand die Kirchweihe statt. In den Jahren 1985/86 erfolgte eine umfassende Aussenrenovation, von 1991 bis 1993 eine Innenrenovation. Das Querschiff erhielt dabei moderne Glasmalereien des polnischen Künstlers Jan January Janczak.

## Bauwerk
Bei der Pfarrkirche von Boswil handelt es sich um die letzte neugotische Kirche in der Region Freiamt. Die nach Süden ausgerichtete, dreischiffige Basilika besitzt einen inkorporierten Frontturm, ein leicht vorspringendes Querschiff und einen Fünfachtelchor. Französischen Vorbildern aus dem frühen 12. Jahrhundert entsprechen im Innern die vierteiligen Bündelpfeiler, Knospenkapitelle, Spitzbögen, Fenster ohne Masswerk und der tiefe Ansatz des Gewölbes. Mit seinen hochliegenden Lanzettfenstern ist der Chor sehr schlicht gestaltet. Die vier Glocken im Turm stammen von der Giesserei H. Rüetschi in Aarau, die Orgel auf der Empore über dem Eingang von Orgelbau Kuhn in Männedorf.

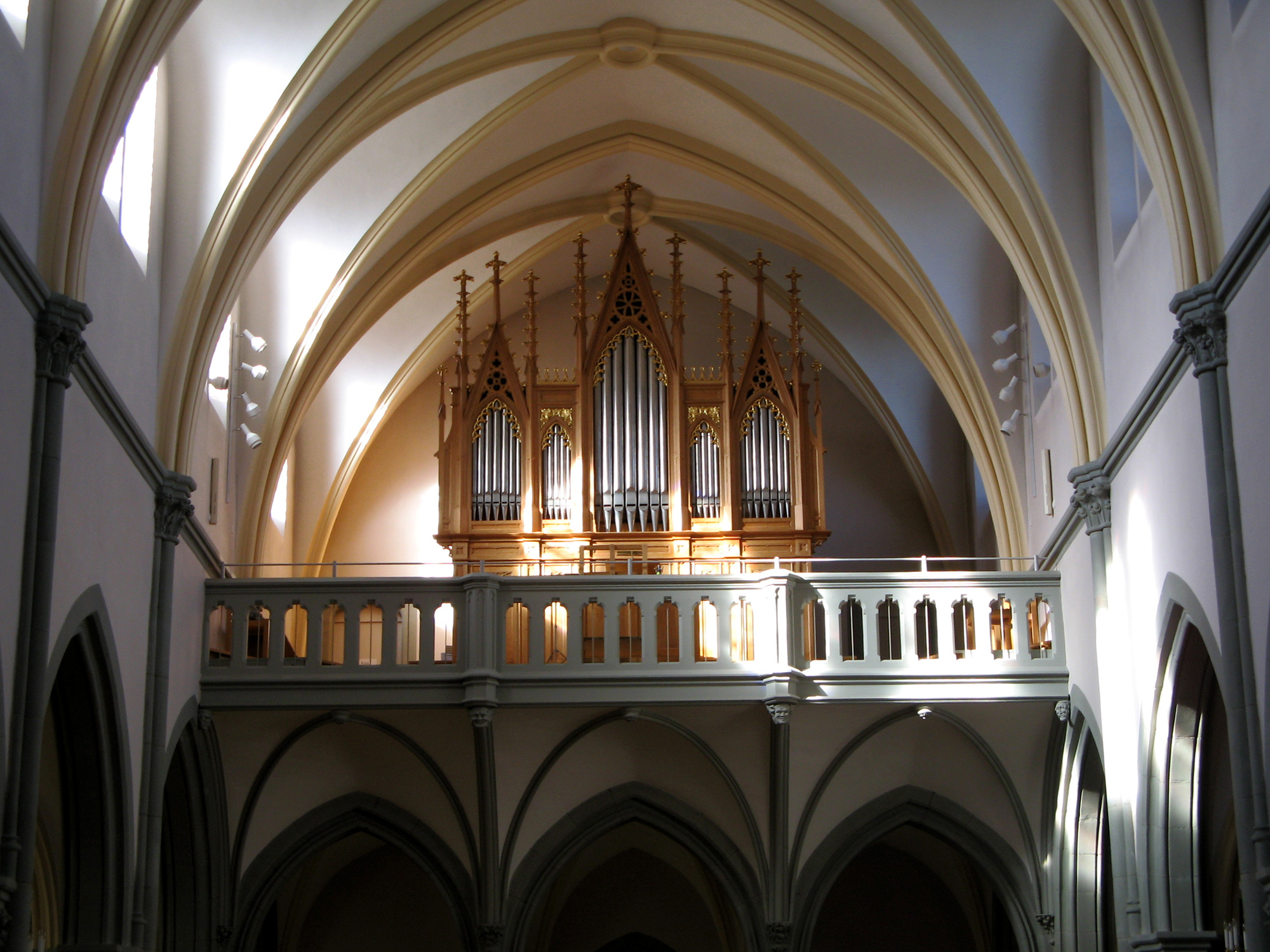
Empore mit Orgel
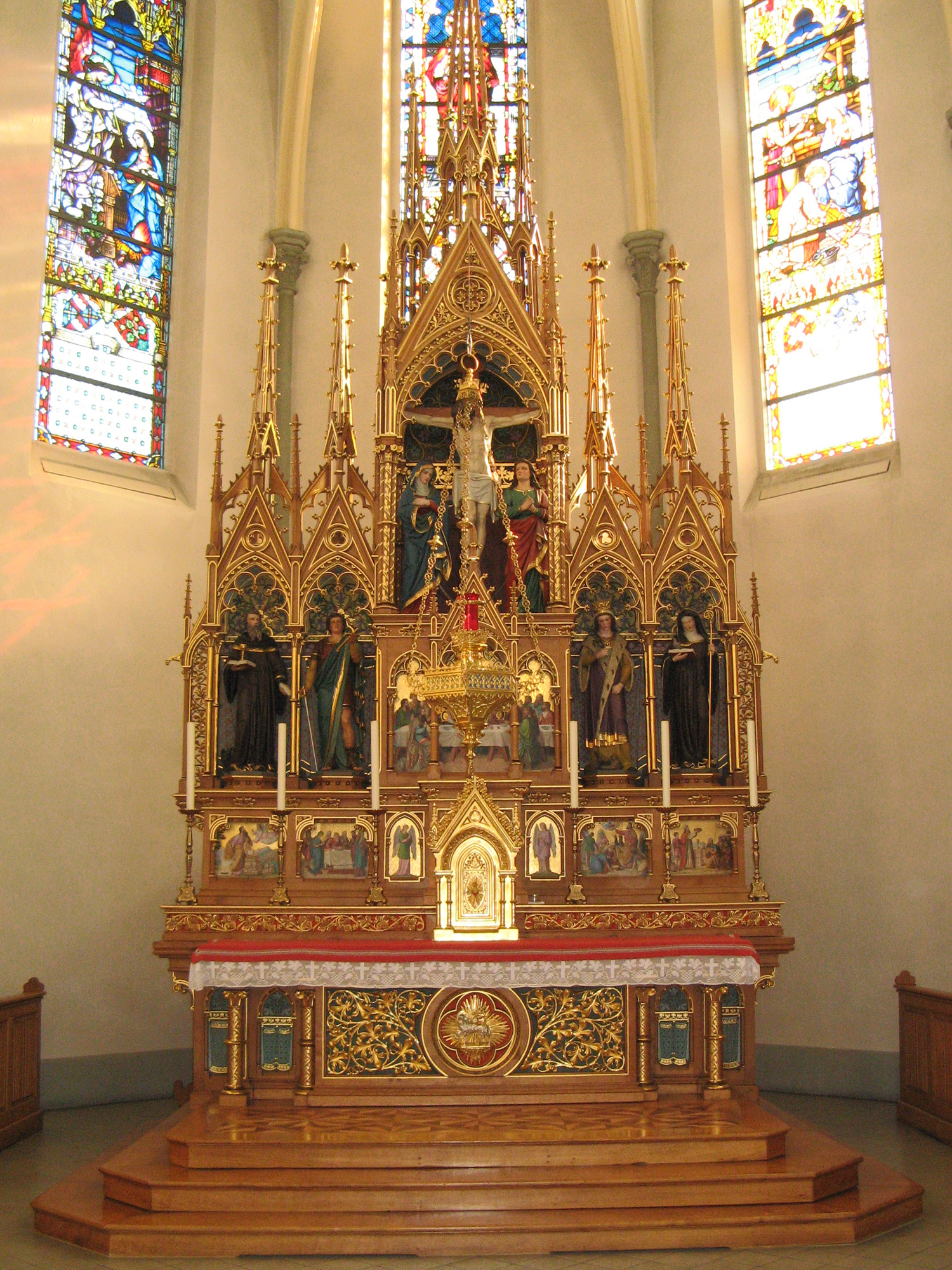
Hauptaltar